# 十津川村
十津川村（日语：／ Totsukawa mura */?）是位於日本奈良縣最南端奧吉野地區的行政區劃，地處紀伊山地內，熊野川的支流十津川自北往南穿過轄區。十津川村是除了日本並未實際統治的北方四島（南千島群島）外實際上面積最大的村，其面積比琵琶湖（669.23km²）或是東京23區（621.98km²）都大。當地主要產業包括林業、河魚及鯰魚的養殖及加工。

## 人口
| 十津川村人口分布圖 |                                                 |  |
| 十津川村與日本全國年齡別人口分布比較圖 （2005年資料） | 十津川村的年齡、男女別人口分布圖 （2005年資料） |  |
| ■紫色是十津川村 ■綠色是全国 | ■藍色是男性 ■紅色是女性                         |  |
| 十津川村人口變化 \| 1970年 \| 8,502人 \| \| \| 1975年 \| 8,086人 \| \| \| 1980年 \| 6,627人 \| \| \| 1985年 \| 6,001人 \| \| \| 1990年 \| 5,516人 \| \| \| 1995年 \| 5,202人 \| \| \| 2000年 \| 4,854人 \| \| \| 2005年 \| 4,390人 \| \| \| 2010年 \| 4,107人 \| \| \| 2015年 \| 3,508人 \| \| \| 2020年 \| 3,061人 \| \| |                                                 |  |
| 資料來源：日本總務省統計中心提供之人口普查數據 |                                                 |  |
| 1970年 | 8,502人                                         |  |
| 1975年 | 8,086人                                         |  |
| 1980年 | 6,627人                                         |  |
| 1985年 | 6,001人                                         |  |
| 1990年 | 5,516人                                         |  |
| 1995年 | 5,202人                                         |  |
| 2000年 | 4,854人                                         |  |
| 2005年 | 4,390人                                         |  |
| 2010年 | 4,107人                                         |  |
| 2015年 | 3,508人                                         |  |
| 2020年 | 3,061人                                         |  |

## 歷史
自7世紀壬申之亂以來，由於時常配合當權者出兵，包括12世紀平治之乱、14世紀南北朝時代、17世紀大坂之役中，多次立下戰功，因而長期成為免收租稅的半獨立地區，由於位於山區，長期與外隔絕，同時十津川當地也發展出十津川鄉士的武士集團，甚至也有自己的「菱十印」旗幟，菱十印旗幟後來也成為現在十津川村的村章。
1863年，也有大量十津川鄉士短暫的參加了激進尊皇攘夷派組成的天誅組，後又跟隨新政府軍參加戊辰戰爭。
1889年，日本實施町村制，現在的十津川村轄區在當時分屬北十津川村、十津川花園村、中十津川村、西十津川村、南十津川村、東十津川村共六個行政區劃。但同年八月發生十津川大水災，在此區域內造成超過一千處大規模崩塌，形成37做堰塞湖，並有168人死亡；在當時共一萬兩千多的居民中，有高達三千人失去居住地點，因此在同年十月，在政府的協助下，這些失去住所的居民中，有多達2,691人集體移居至北海道開拓，後來在1902年還在新開拓的土地上成立新的行政區劃新十津川村，至今新十津川町的居民仍視十津川村為「母村」，町章也延續使用十津川村的村章。
1890年，北十津川村、十津川花園村、中十津川村、西十津川村、南十津川村、東十津川村合併為十津川村。

### 變遷表
| 1889年4月1日 | 1889年 - 1912年              | 1912年 - 1944年              | 1945年 - 1954年              | 1955年 - 1989年              | 1989年 - 現在                | 現在                         |
| ------------ | ---------------------------- | ---------------------------- | ---------------------------- | ---------------------------- | ---------------------------- | ---------------------------- |
| 北十津川村   | 1890年6月19日 合併為十津川村 | 1890年6月19日 合併為十津川村 | 1890年6月19日 合併為十津川村 | 1890年6月19日 合併為十津川村 | 1890年6月19日 合併為十津川村 | 1890年6月19日 合併為十津川村 |
| 十津川花園村 | 1890年6月19日 合併為十津川村 | 1890年6月19日 合併為十津川村 | 1890年6月19日 合併為十津川村 | 1890年6月19日 合併為十津川村 | 1890年6月19日 合併為十津川村 | 1890年6月19日 合併為十津川村 |
| 中十津川村   | 1890年6月19日 合併為十津川村 | 1890年6月19日 合併為十津川村 | 1890年6月19日 合併為十津川村 | 1890年6月19日 合併為十津川村 | 1890年6月19日 合併為十津川村 | 1890年6月19日 合併為十津川村 |
| 西十津川村   | 1890年6月19日 合併為十津川村 | 1890年6月19日 合併為十津川村 | 1890年6月19日 合併為十津川村 | 1890年6月19日 合併為十津川村 | 1890年6月19日 合併為十津川村 | 1890年6月19日 合併為十津川村 |
| 南十津川村   | 1890年6月19日 合併為十津川村 | 1890年6月19日 合併為十津川村 | 1890年6月19日 合併為十津川村 | 1890年6月19日 合併為十津川村 | 1890年6月19日 合併為十津川村 | 1890年6月19日 合併為十津川村 |
| 東十津川村   | 1890年6月19日 合併為十津川村 | 1890年6月19日 合併為十津川村 | 1890年6月19日 合併為十津川村 | 1890年6月19日 合併為十津川村 | 1890年6月19日 合併為十津川村 | 1890年6月19日 合併為十津川村 |

## 交通
1922年曾規劃自五條市五條車站往南修築鐵路五新線，路線經十津川村後一直延伸至現今新宮市的新宮站，鐵路工程也於1939年開始進行，中途因遭遇二次世界大戰曾一度暫停工程，在戰後直到1957年又繼續施工，原本自五條市區到現在西吉野町城戶地區之間路段的路基已經完成，但由於當地居民出現反對鐵路營運的意見而暫停後續工程。直到1970年代，日本政府開始檢討日本國有鐵道的經營，並規劃進行民營化，因此五新線後續未完成的工程直接決定中止。因此至今十津川村轄內並無任何鐵路通過。
目前村內對外交通仰賴奈良交通所經營自奈良縣橿原市大和八木車站至和歌山縣新宮市新宮車站的八木新宮特急巴士和往返村內至五條市五條巴士中心的十津川線，其中八木新宮特急巴士的路線貫穿整個十津川村轄區，其路線全長166.9公里也是全日本距離最長的客運路線。
村內區域則有十津川村營巴士可以往返村內各地。

## 觀光資源
由於轄內都是山區，過去有多座被稱為「野猿」的人力纜車，居民可藉此在河川兩岸的山腰之間往來，但隨著時代的進步，目前已不再實際作為交通工具使用，保留下來的野猿都已做為觀光用途。
連結上野地地區和谷瀨地區的谷瀨的吊橋以距離河面54公尺的高度跨越十津川，過去在1954年至1994年期間曾是全日本最長的人行吊橋。

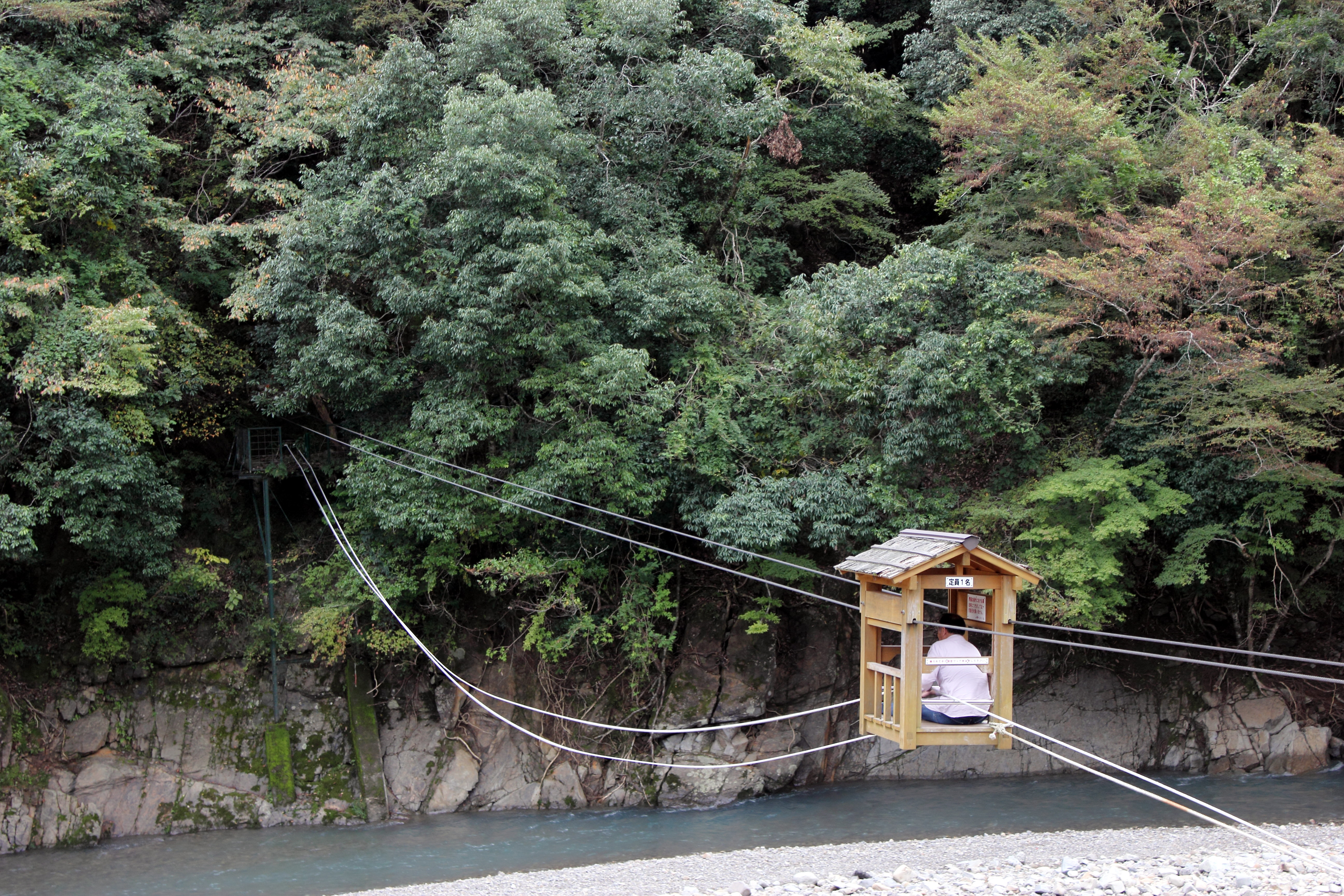
十津川村的野猿
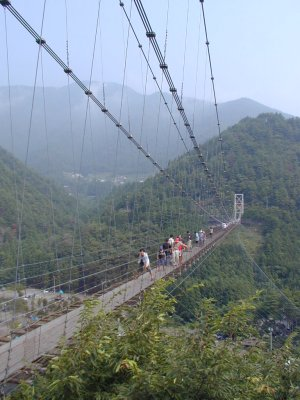
谷瀨的吊橋

## 圖片

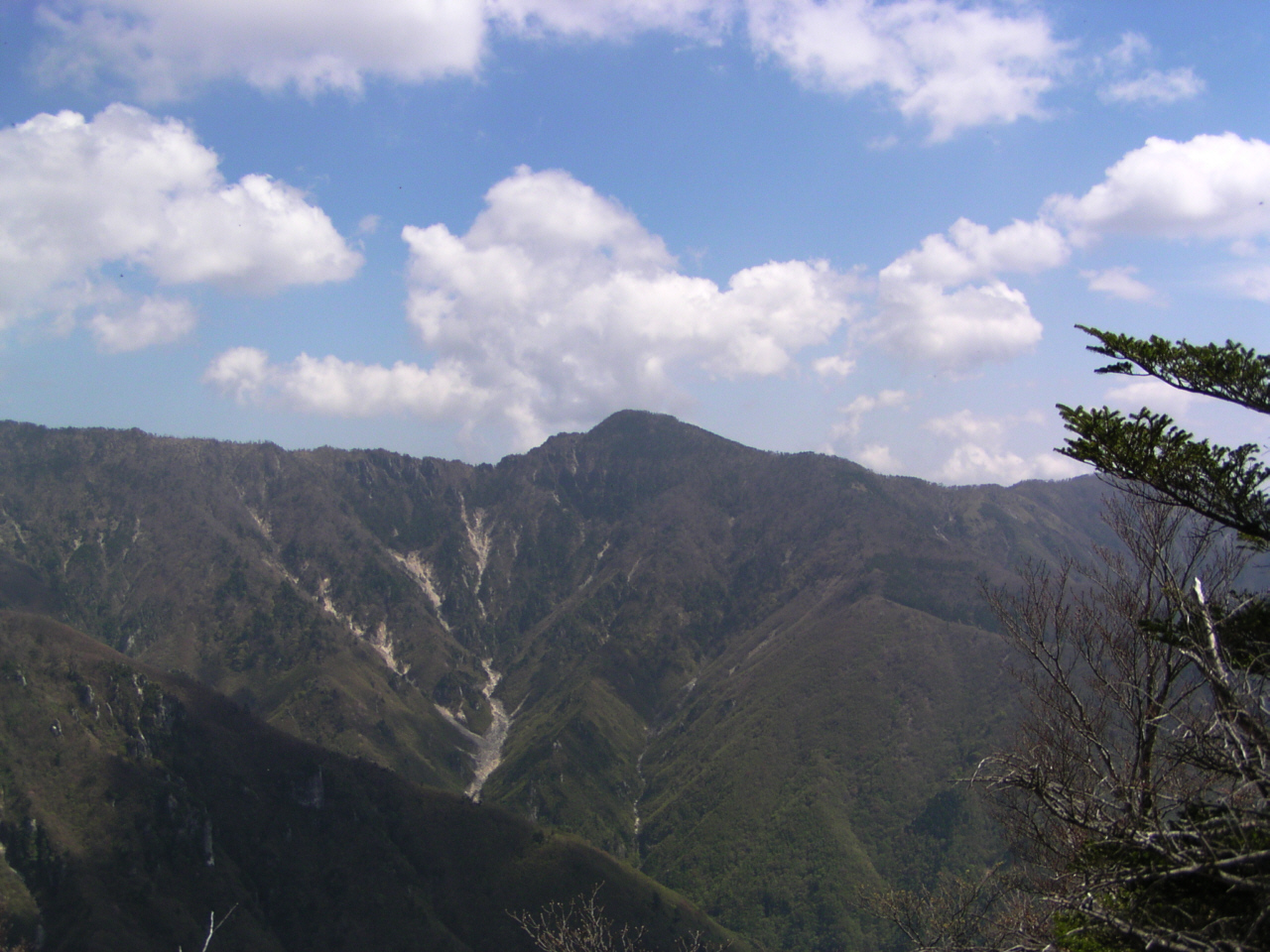
釋迦ヶ嶽
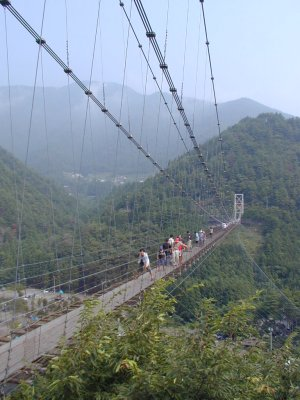
谷瀬懸索橋
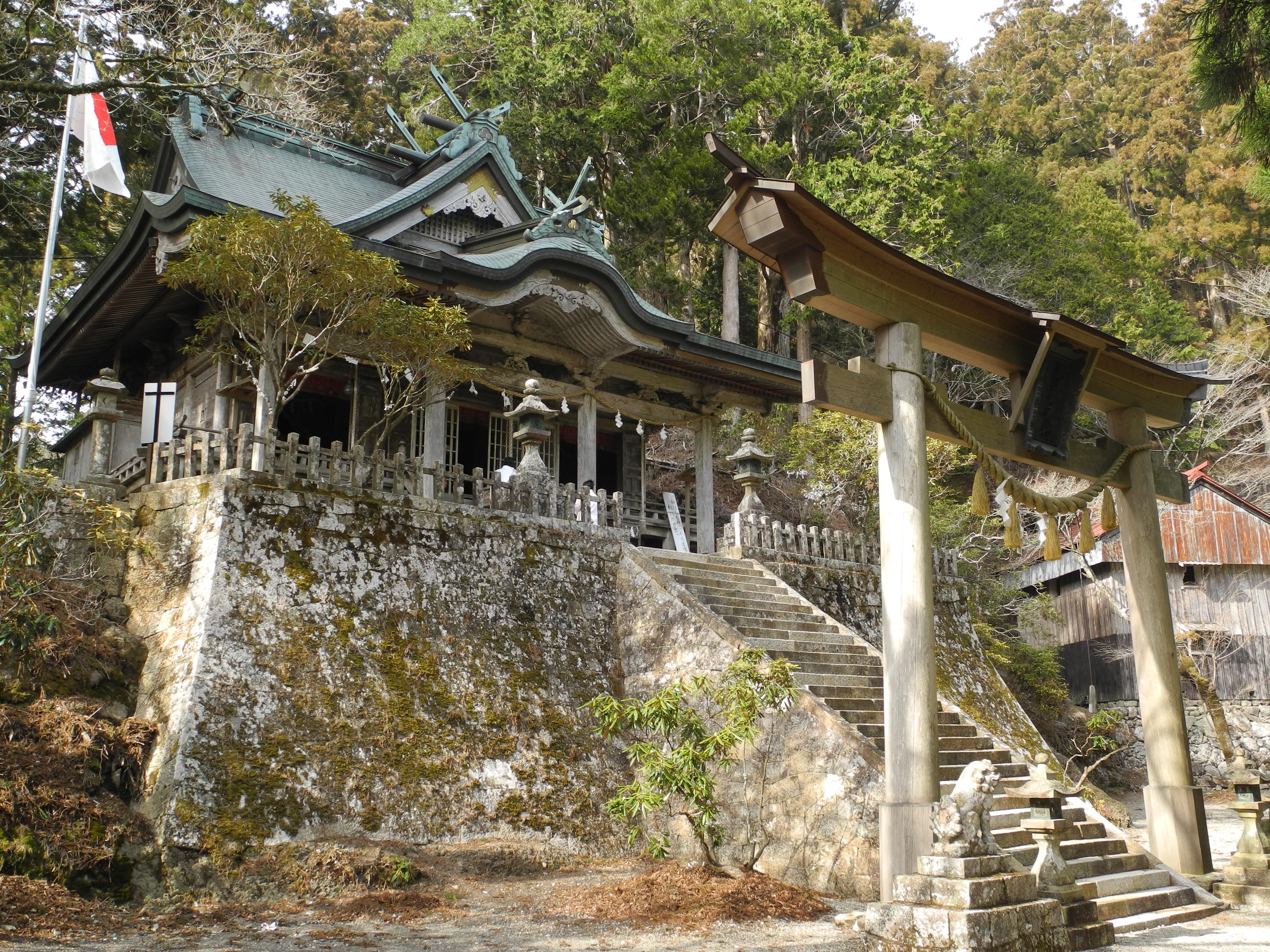
玉置神社
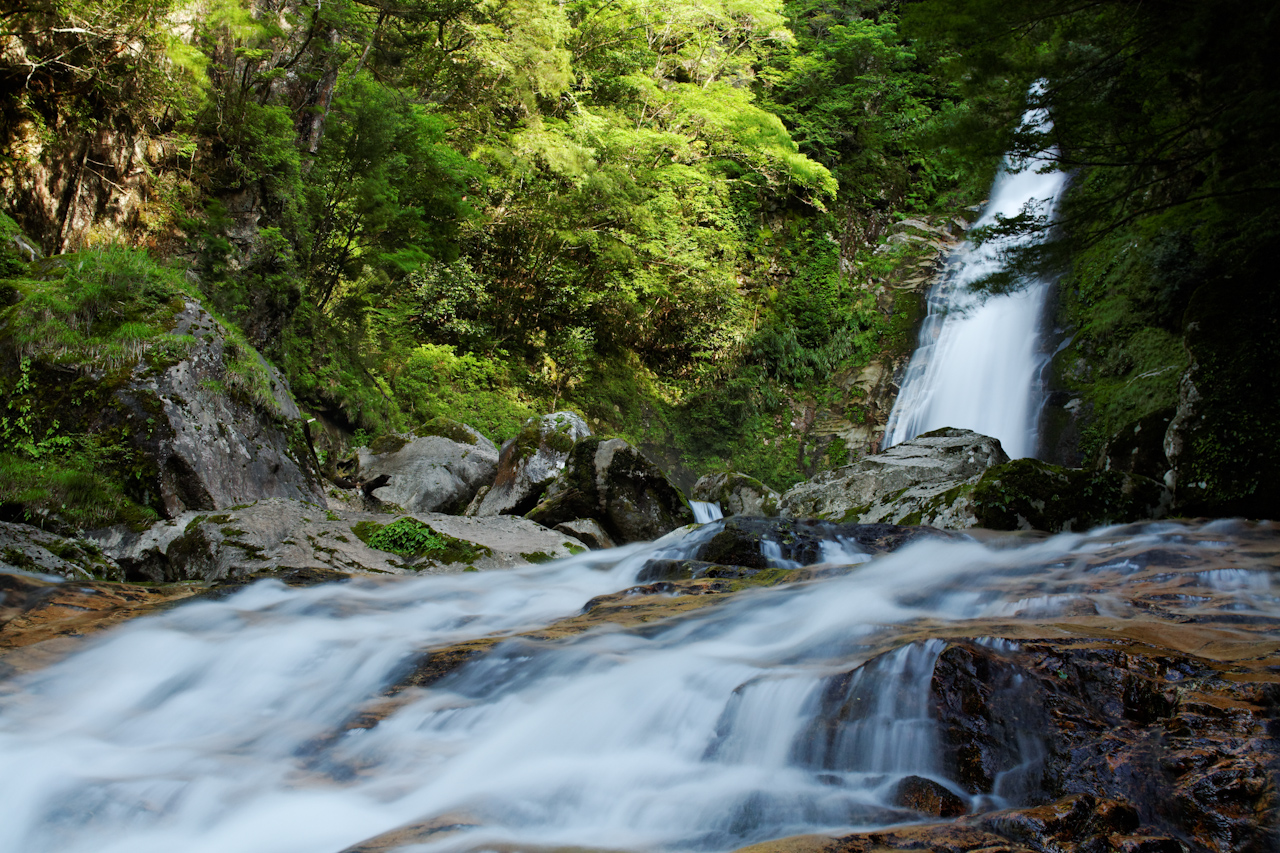
笹瀑布
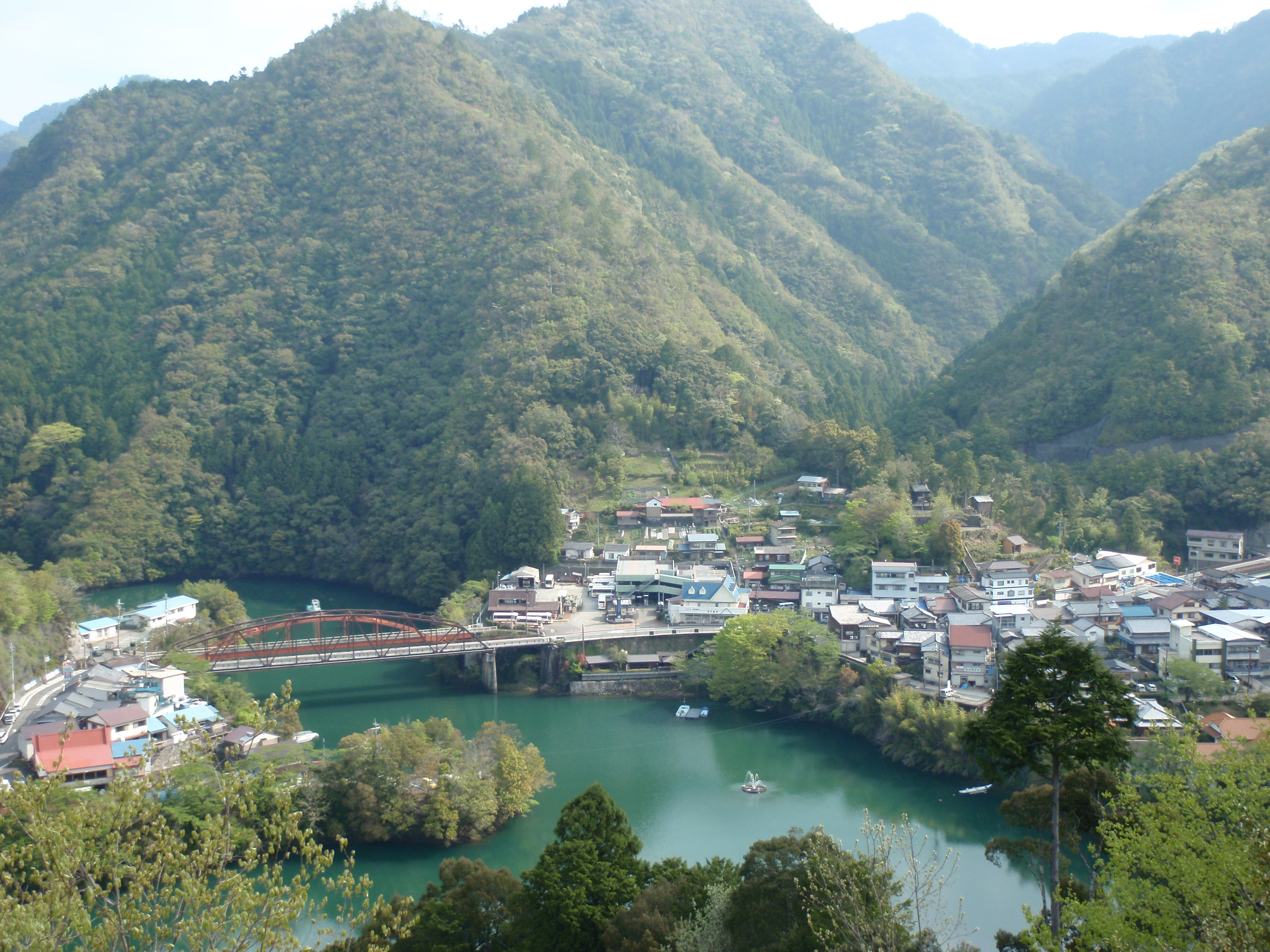
十津川溫泉
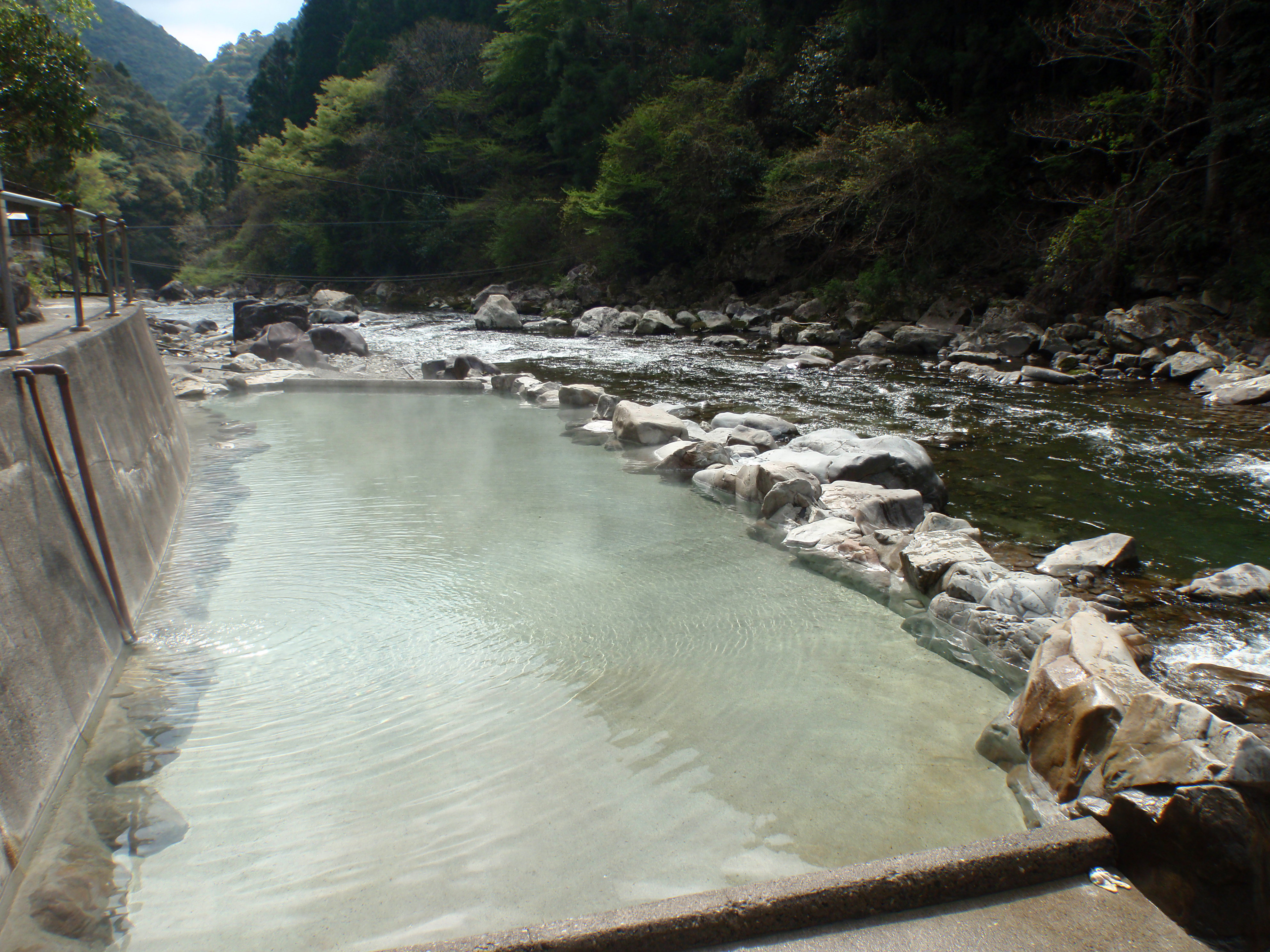
上湯溫泉

## 教育

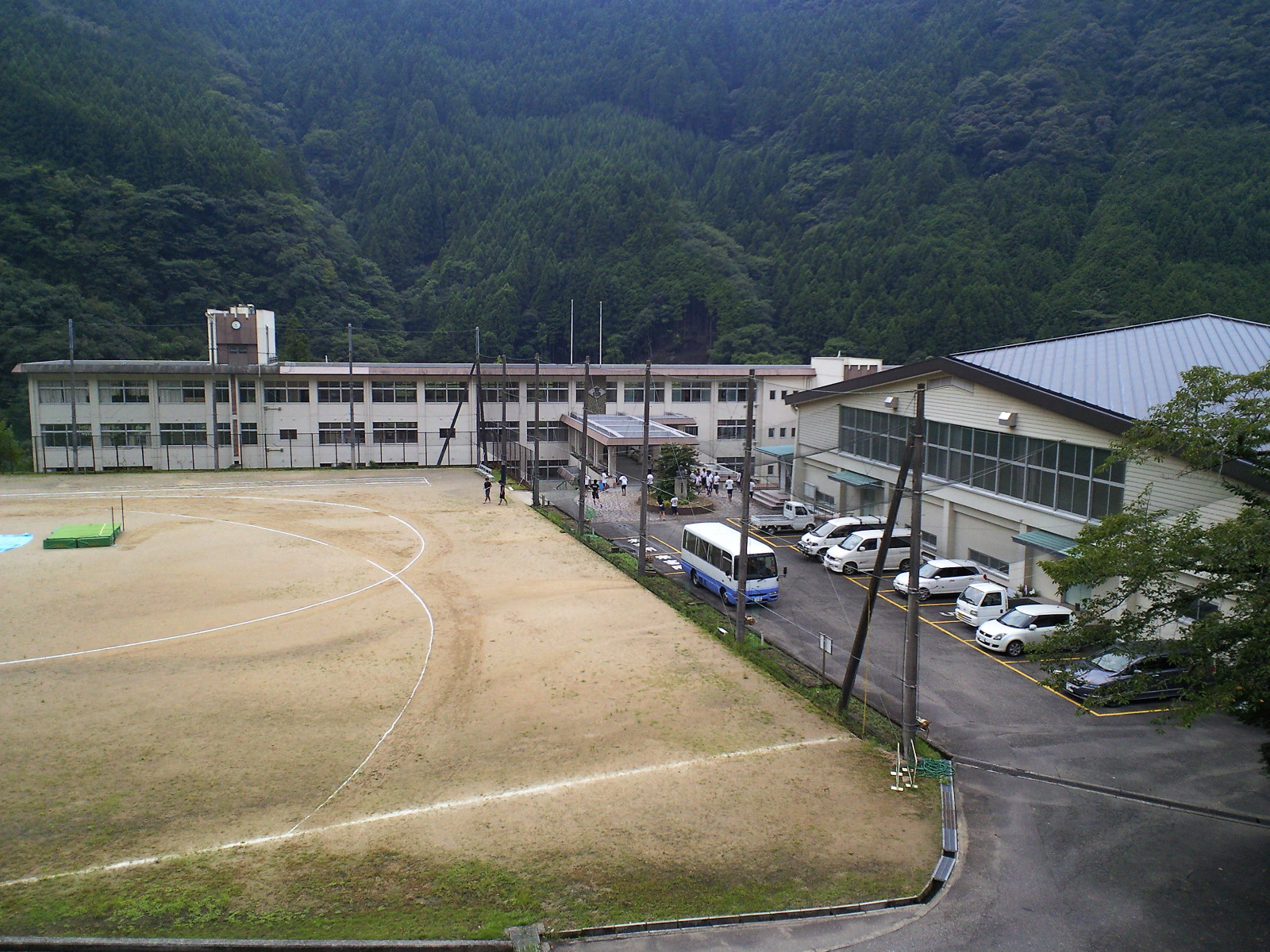
十津川高等學校

奈良縣立十津川高等學校的前身可以追溯至1864年由孝明天皇勅許設立的「文武館」，此後經歷「私立中學文武館」、「十津川中學文武館」、「奈良縣立十津川中學文武館」的名稱，在1948年成為現在的新制高中「奈良県縣十津川高等學校」；目前全校學生僅約100人，為全奈良縣規模最小的高中。

## 姊妹、友好城市

### 日本
- 新十津川町（北海道）
- 東祖谷山村（德島縣）
現為三好市東祖谷地區
- 泉村（日语：泉村_(熊本県)）（熊本縣）
現為八代市泉町地區

## 外部連結
- （日語） 維客旅行上的十津川村（页面存档备份，存于）
- （日語） 十津川村觀光站（页面存档备份，存于）
- （日語） 十津川村產業課的Facebook專頁
- （日語） YouTube上的十津川村頻道頻道